# Hüseyin Kenan Aydın
Pour les articles homonymes, voir Aydın (homonymie).
Hüseyin Kenan Aydın (né le 22 octobre 1962 à Pülümür en Turquie) est un homme politique allemand d'origine turque[réf. nécessaire], député au Bundestag depuis 2005. 

## Biographie
Cet ancien ouvrier, syndicaliste à IG Metall, a été membre du SPD de 1983 à janvier 2005, pour devenir ensuite cofondateur en Rhénanie-du-Nord-Westphalie du nouveau parti WASG (Alternative électorale - Travail et justice sociale). Il a été élu le 18 septembre 2005 dans ce Land au scrutin proportionnel sur la liste du nouveau parti Die Linke.  